# Drebkau
Drebkau (in basso sorabo Drjowk) è una città di 5 534 abitanti del Brandeburgo, in Germania.

Appartiene al circondario della Sprea-Neiße.

## Storia
Nel 1996 venne annesso alla città di Drebkau il soppresso comune di Kausche.

## Società

### Evoluzione demografica
- Sviluppo della popolazione dal 1875 entro gli attuali confini (Linea Blu: Popolazione; Linea puntata: Confronto dello sviluppo della popolazione dello stato del Brandenburgo; Sfondo grigio: Ai tempi del governo nazista; Sfondo rosso: Al tempo del governo comunista)
- Sviluppo recente della popolazione (Linea blu) e previsioni

| Anno | Abitanti |
| ---- | -------- |
| 1875 | 5 799    |
| 1890 | 5 453    |
| 1910 | 7 420    |
| 1925 | 7 771    |
| 1939 | 7 286    |
| 1950 | 9 311    |
| 1964 | 8 172    |

| Anno | Abitanti |
| ---- | -------- |
| 1971 | 8 261    |
| 1981 | 6 937    |
| 1985 | 6 539    |
| 1990 | 6 068    |
| 1995 | 6 272    |
| 2000 | 6 628    |
| 2005 | 6 324    |

| Anno | Abitanti |
| ---- | -------- |
| 2010 | 5 910    |
| 2015 | 5 626    |
| 2016 | 5 610    |
| 2017 | 5 580    |
| 2018 | 5 538    |
| 2019 | 5 509    |
| 2020 | 5 508    |

Fonti dei dati sono nel dettaglio nelle Wikimedia Commons..

## Geografia antropica

### Suddivisioni amministrative
Drebkau si divide in 10 frazioni (Ortsteil):
- Casel (Kozle), con la località Illmersdorf (Njamorojce)
- Domsdorf (Domašojce), con la località Steinitz (Šćeńc)
- Drebkau (Drjowk), con la località Golschow (Golašow)
- Greifenhain (Maliń), con la località Radensdorf (Radowašojce)
- Jehserig (Jazorki), con le località Rehnsdorf (Radušc), Merkur (Merkur) e Papproth (Paprotna)
- Kausche (Chusej)
- Laubst (Lubošc), con la località Löschen (Lĕziny)
- Leuthen (Lutol)
- Schorbus (Skjarbošc), con la località Auras (Huraz) e Klein Oßnig (Woseńck)
- Siewisch (Źiwize), con la località Koschendorf (Košnojce)

## Amministrazione

### Gemellaggi
Drebkau è gemellata con:
- Czerwieńsk, dal 1997